# Ethelfleda av Damerham
Ethelfleda av Damerham, född på 900-talet, död någon gång mellan 962 och 991, var en engelsk drottning, gift med kung Edmund I av England.
Hon var dotter till ealdorman Ælfgar, troligen ealdorman av Essex. 
Hon gifte sig med kung Edmund efter hans första hustrus död 944. Paret fick inga barn. 
Ethelfleda blev en rik änka 946 och gifte om sig med en "ealdorman Æthelstan" troligen Æthelstan Rota eller Æthelstan Half-King. Hon var likt sin syster och svåger 
bidragsgivare till Ely Cathedral. 
Hennes testamente finns bevarat och skrevs troligen år 962, 975 eller 991. 